# Филармонический оркестр Калгари
Филармонический оркестр Калгари (англ. Calgary Philharmonic Orchestra) — канадский симфонический оркестр, базирующийся в городе Калгари.
Основан в 1955 г. путём слияния созданного Генри Плаккером незадолго перед этим Филармонического оркестра Альберты и Симфонического оркестра Калгари, представлявшего собой, собственно, студенческий оркестр колледжа Маунт-Роял.

## Главные дирижёры
- Генри Плаккер (1955—1962)
- Хаймо Тойбер (1963—1967)
- Хосе Итурби (1968—1969)
- Морис Хэндфорд (1970—1975)
- Арпад Йоо (1977—1984)
- Марио Бернарди (1984—1995)
- Ханс Граф (1995—2003)
- Роберту Минчук (с 2003 г.)